# جزایر آسترل
جزایر آسترل (به فرانسوی: Austral Islands) یک عوارض جغرافیایی در فرانسه است که در اقیانوس آرام واقع شده است.

## خصوصیات
جزایر آسترل ۶٬۸۲۰ نفر جمعیت دارد.